# Tetrahedron Peak
Tetrahedron Peak är en bergstopp i Kanada.   Den ligger i provinsen British Columbia, i den sydvästra delen av landet, 3 600 km väster om huvudstaden Ottawa. Toppen på Tetrahedron Peak är 1 351 meter över havet.
Terrängen runt Tetrahedron Peak är bergig åt nordost, men åt sydväst är den kuperad. Runt Tetrahedron Peak är det mycket glesbefolkat, med 3 invånare per kvadratkilometer.. Närmaste större samhälle är Sechelt, 19,4 km sydväst om Tetrahedron Peak. 
I omgivningarna runt Tetrahedron Peak växer i huvudsak barrskog.